# Apodemik
Als Apodemik bezeichnet man theoretische Reiseinstruktionen. Der Begriff Apodemik hat über das griechische Wort ἀποδημέω (Inf. ἀποδημεῖν) Einzug in den deutschen, und von da aus in den europäischen Sprachraum gehalten. Es bedeutet sinngemäß „auf Reisen sein“. Das Verfassen und das Nutzen von Apodemiken beginnt in der frühen Neuzeit und endet mit dem Beginn der Moderne. Heute ist der Begriff sowie die Literaturgattung weitgehend unbekannt.

## Entstehung und Entwicklung
Reiseinstruktionen im Allgemeinen sind so alt wie der Nutzen daran. Lange Zeit waren Reiseinstruktionen für Gesandte in wirtschaftlicher oder politischer Mission die am besten ausgearbeiteten Reiseanleitungen gewesen. So wurden beispielsweise für die erste vatikanische Kontaktaufnahme mit dem mongolischen Reich gegen Ende des 13. Jahrhunderts zwei ausgewählte Kontaktpersonen ein halbes Jahr vor ihrer Abreise für die Fahrt und deren Berichterstattung trainiert und eigens im Berichten und Beobachten geschult.
Die Reiseinstruktion in Form einer Apodemik wurde in der Literaturgattung eingeführt, der es später seinen Namen schenkte. Sie ist eine Schöpfung des graecisierenden Humanismus. Der Begriff Apodemik wurde wohl erstmals 1577 von einem bayrischen Arzt verwandt. Auch wenn kurz vor dem Aufkommen des Begriffs schon apodemische Schriften verfasst worden sind, so war es doch Theodor Zwinger der Ältere, der den Begriff Apodemik im Titel seines reisetheoretischen Werkes, einer der ersten einheitlich reisetheoretisch verfassten Schriften, gebrauchte.
Seit dieser Zeit wurden jene Traktate Apodemiken genannt, welche Anweisungen zum richtigen Beobachten, Verhalten und Beschreiben geben und zusätzlich methodische sowie historische Reflexionen über das Reisen enthalten. In der darauf folgenden Zeit erschien eine große Anzahl von Schriften, welche entweder reine Reiseinstruktionen apodemischer Natur waren, oder zumindest Kapitel zum "richtigen" Reisen enthielten.

### Entstehungskontext
Die Apodemik lässt sich als literarische Gattung ihrer Zeit nur verstehen, wenn man ganz entscheidende Gegebenheiten dieser Epoche nicht außer Acht lässt. Das sind zum einen die Spaltung der Kirche sowie die damit verwobene beginnende humanistische Säkularisierung christlicher Werte im Zuge der sich entwickelnden Aufklärung.
Die katholische Heiligenverehrung war gemeinsam mit dem Reliquienkult der Hauptentstehungsgrund der klassischen Pilgerreise. Pilgerreisen waren über Jahrhunderte hinweg unangetasteter Bestandteil des religiösen Lebens. Sie fanden in großer Form statt, z. B. als Reise in das heilige Land Israel, oder in kleinerem Rahmen, z. B. als Wallfahrt zu lokalen Pilgerstätten. Diese Art des Reisens ist im ausgehenden Mittelalter nicht unumstritten. War sie bis dato die häufigste Art des nicht-utilitären Reisens, wurde sie zu Beginn der frühen Neuzeit von Reformatoren wie Intellektuellen gleichermaßen angegriffen, da Berichte solcher Fahrten häufig mehr Anlass zur Prahlerei und zum Darlegen zahlreicher Abenteuer, als zur Wiedergabe spiritueller Erfahrungen boten. Diese Auffassung des Reisens stand im Gegensatz zu verschärften Moral- und Tugendvorstellungen des aufkommenden Protestantismus. Die Motive einer idealtypischen humanistischen Reise konnten aus diesem Blickwinkel betrachtet nicht mehr religiös begründet werden. Nicht, dass sich effektiv das reale Ausmaß oder die Intentionen des Reisens schlagartig verändert hätten – es war eher ein intellektueller Diskurs, der langsam, mit sich verändernden sozialstrukturellen, globalen, machtpolitischen und religiösen Veränderungen auf das Reiseverhalten, sowie die Vor- und Nachbereitung des Reisens Einfluss nahm und sich in der zeitgenössischen Literatur widerspiegelte. Diese aus religiösen Motivationen heraus entstandene "Hintergrundmatrize" wurde durch weitere, die Entstehung der Apodemik begünstigende, historische Faktoren ergänzt.
Im Zeitalter des Humanismus standen die gebildeten Eliten vor einem neuen Phänomen – dem des schnellen und enormen Zuwachses an unterschiedlichem Wissen. Der Buchdruck und die entdeckerischen sowie expansiven Bestrebungen der europäischen Großmächte brachten eine Flut an neuem Wissen und die Möglichkeit der schnelleren Archivierung desselben mit sich. Die durch Reiseberichte gewonnenen Informationen wurden katalogisiert. In der Tradition von J.L. Vives (1492–1540) begann man, alle Notizen mit praktischem Nutzen und interessanten Fakten nach Spezialfächern zu sortieren. Die so entstandenen Wissenssammlungen waren die ersten Vorläufer der späteren Enzyklopädien.
Die Notwendigkeit für die Existenz der Apodemiken sei hier durch einen zeitgenössischen Kommentar illustriert.
„…ob sich gleich Laender nicht aendern / was ihren Situm und Stand betrifft / so aendern sie sich doch am Zustande / daß die Grentzen […] / die Mores/ Sitten / Kleidung und Gebräuche / die Religionen/ das Regiment/ anders/ ja viel Orthe gar zerſtöhret und aufgehaben/ andere aber angelegt/ gebauet/ oder die gebauete an Gebäuen verbeſſert und geändert werden/ welches uns denn ein groſſes Liecht zu nützlicher und nöthiger Wiſſenſchafft giebet […].“
In den Erscheinungshäufigkeiten gedruckter Apodemiken lassen sich drei Spitzen ausmachen. Die erste Phase umfasste die Jahre 1611–1620. Der Grund für die verstärkte Rezeption wird auf das Interesse späthumanistischer Bildungsreisenden zurückgeführt. Die zweite Phase erstreckt sich zwischen den Jahren 1661–1720. Hier erklärt sich das verstärkte Aufkommen durch die Blütezeit der Kavalierstour. Eine letzte Kulmination der Anzahl von Ersterscheinungen tritt zwischen 1781 und 1800 auf, welches im Zusammenhang mit den Bildungsreisen der Angehörigen des aufgeklärten Bürgertums und dem damit verbundenen Aufschwung der zugehörigen Lektüreschriften steht.

## Das Verschwinden der Apodemik
Der Markt für diese Art von Literatur ist zwangsläufig begrenzt und auch eng an die Art des Reisens geknüpft. Europa wurde immer ausführlicher und intensiver bereist. Immer mehr Erkenntnisse konnten somit im Laufe der Zeit als bekannt veranschlagt werden. Die langfristigen regionalen Besonderheiten veränderten sich jedoch nicht so schnell, als dass sie bei jeder Besichtigung hätten neu verzeichnet werden müssen. Zudem entwickelte sich die allgemeine Reisepraxis nun in unterschiedliche Richtungen. Zum einen kam zeitgleich mit dem Verschwinden der apodemischen Literaturgattung, zu Beginn des 19. Jahrhunderts, der Tourismus auf, welcher schon per Definition keine theoretische "Begleitung" mehr benötigte. Zum anderen wurden die Mikrophänomene der Geographie, der Biologie, der Ethnologie, der Ökonomie, der Religion usw. immer häufiger von Spezialisten bereist. Auf diese Weise bildete sich die wissenschaftliche Forschungsreise als neue Reisegattung heraus, welche auch keine apodemische Anleitung mehr benötigte. Somit erlosch bis zur Mitte des 18. Jahrhunderts in Italien und Frankreich das Interesse an dieser Art von Literatur. In Deutschland konnte ein Markt für Apodemiken noch fünfzig weitere Jahre existieren. Mit der Veröffentlichung von Franz Posselts Mammutwerk – Apodemik oder die Kunst zu Reisen – ist jedoch auch hier ein deutlicher Schlusspunkt markiert.

## Der Aufbau einer Apodemik
Als wesentliche Bestandteile einer Apodemik lassen sich folgende festmachen:
An ihrem Anfang wird die Reise definiert, also festgelegt, was man unter Reisen verstehen sollte. Angeschlossen daran wird ein Diskurs über den Nutzen beziehungsweise den Schaden solcher Unternehmungen, welcher über den Hinweis auf das „richtige Reisen“ zugunsten der Unternehmung abgeschlossen wird. Der folgende Teil beinhaltet Ratschläge für den Reisenden und behandelt einen praktischen Teil und einen theoretischen Abschnitt. Der praktische umfasst Richtlinien zur Ernährung, zu den Reisezeiten, den Reiserouten sowie allgemeine Verhaltenshinweise zur Vorbereitung, Nachbereitung und Durchführung der Reise. Der theoretische Teil stellt sich in Form eines katalogartigen Schemas von Fragen dar, welche die Aufzeichnung von Merkwürdigem und Sehenswürdigem erleichtern sollte, indem Fragen zum Gesehenen an den Beobachter gestellt werden. Unter der Prämisse, all diese wissenswerten Rubriken erfassen zu wollen, entstanden Fragenkataloge, welche durch ihren Umfang eher an ein "Maximalprogramm" für den Reisenden erinnern und im Prinzip von niemandem zu bewältigen waren. Dies hatte zur Folge, dass die Vorgaben für die praktische Umsetzung regelmäßig reduziert wurden.

## Abgrenzung zu anderer Reiseliteratur
Apodemiken sind Werke, in denen Lehren zum richtigen Reisen dargestellt werden. In ihnen wird der praktische Zweck des Reisens reflektiert. Dieser Zweck impliziert immer eine praktische Verbesserung des Reisens durch eingehende Verhaltens- und Beobachtungsvorgaben. Sie richten sich inhaltlich immer an den Reisenden. Daraus resultierend gehört diejenige Literatur nicht dazu, welche inhaltlich von einer Reflexion weg, hin zu ausschließlich praktischen Hilfestellungen tendiert. So haben z. B. Kursbücher, technische Instruktionen, statistische Reiseliteratur, Routenbücher, medizinische Ratgeber, oder religiöse Pilgerhilfestellungen keinen theoretisch instruierenden, reflektierenden und belehrenden Charakter. Diese sind eher vergleichbar mit einem heutigen Reiseführer (nach Vorbild des Baedeker) und somit abzugrenzen von den Apodemiken. Auch fallen Staatenbeschreibungen und gewöhnliche Reiseberichte nicht in den Bereich dieser Gattung. Bei diesen sind zwar apodemische Züge zu identifizieren, aber es sind auch in allgemeinen Abhandlungen zur Lebensklugheit oft ein paar Seiten dem „richtigen Reisen“ gewidmet, ohne dass sie den Apodemiken mit ihrer theoretischen Reisemethodik im stringenten Sinn zugeordnet werden können.

## Wirkungsgeschichte
Das Verdienst die Apodemiken als Textart innerhalb der historischen Reiseliteratur aufgearbeitet zu haben gebührt ohne Zweifel Justin Stagl. Die hohe Anzahl seiner Veröffentlichungen zum Thema haben jedoch auch zur Folge, dass nur wenige nicht von ihm beeinflusste Texte zu den Apodemiken existieren. Hinsichtlich der Forschung zur Rezeption von Apodemiken beispielsweise wird dies besonders auffällig.
Stagl führt zwei Argumente an für die von ihm behauptete Wirkungsmächtigkeit von Apodemiken auf das Reiseverhalten ihrer Leser: erstens die Vielzahl an Autoren, darunter Denker von hohem Rang in ihrer Zeit, die sich dem Verfassen solcher Werke widmeten und zweitens die damit zusammenhängende Auflagenstärke. Es hätten sich seiner Meinung nach wohl kaum so viele Verleger gefunden, welche das finanzielle Risiko einer Veröffentlichung eingingen, wenn die Bücher keine Aufmerksamkeit am literarischen Markt gefunden hätten. Manchem mag dies als Beleg für deren praktische Verwendung aber als nicht ausreichend erscheinen. Ebenfalls glaubwürdig erscheint die These, dass eine Apodemik auch eher besessen und gelesen wird, als tatsächlich auf Reisen ein wegweisender Begleiter zu sein.

## Ausgewählte Quellen
- Georg Christoph von Neitzschitz: Sieben-Jährige und gefährliche WeltBeschauung Durch die vornehmsten Drey Theil der Welt Europa, Asia und Africa. Worbey alles/aller Orte Denckwürdiges fleissig erforschet und aufgezeichnet worden, dergleichen vorhin niemahls an Tag kommen. Baumann, Budißin [i.e. Bautzen] 1666. Digitalisat und Volltext im Deutschen Textarchiv

- Franz Posselt: Apodemik oder die Kunst zu reisen : Ein systematischer Versuch zum Gebrauch junger Reisenden aus den gebildeten Ständen überhaupt und angehender Gelehrter und Künstler insbesondere. 2 Bände, Leipzig 1795.